# Spinostenellipsis borchmanni
Spinostenellipsis borchmanni är en skalbaggsart som beskrevs av Stefan von Breuning 1959. Spinostenellipsis borchmanni ingår i släktet Spinostenellipsis och familjen långhorningar. Inga underarter finns listade i Catalogue of Life.